# 特里福尼夫卡
47°15′22″N 33°30′45″E / 47.25611°N 33.51250°E
特里福尼夫卡（烏克蘭語：Трифонівка）是位於烏克蘭南部的村莊，由赫爾松州貝里斯拉夫區的大亞歷山德里夫卡市鎮負責管轄。該村始建於1863年，面積1.77平方公里，海拔高度74米，2001年人口812，人口密度每平方公里459.5人。